# Свислочский замок
Свислочский замок существовал в XII—XVII веках возле агрогородка Свислочи (теперь Осиповичский район, Могилёвская область, Белоруссия). Городище «Замок», связанное с историей местечка Свислочь и Свислочского княжества (XIV век), располагалось на мысе правого берега р. Березины, в которую справа впадает р. Свислочь.

## Описание
В середине XVII века замковая площадка имела форму прямоугольника (72,8 х 63,5 м), была отделена от остального плато широким (около 15 м) дугоподобным рвом и укреплена по краю земляным валом. Над уровнем воды Свислочи замчище возвышалось на 12 м. В первой половине XIII века замок был сожжен. Потом его вместе с городом разрушили в 1506 году крымские татары и в 1535 году — русские войска. Уже в 1501 году Свислочский замок имел огнестрельное оружие, в том числе пушки. Согласно плану Свислочского замка (1647), сделанного владельцем Свислочи князем Богуславам Радзивиллом, в деревянном замке имелись 3 башни, в том числе въездная брама, и 2 участка стен-городней длиной 39 м и 35,8 м. На самом мысе Свислочского замка расположена постройка в форме прямоугольника (вероятно, дом администратора). На 2-м плане Радзивилла кроме замка указаны и участок территории между Березиной и Свислочью. В месте наиболее близкого протекания них друг около друга находились земляной вал с брамой на нем и оборонительный ров, который заполнялся водами рек. Вторая располагалась со стороны моста через р. Свислочь.
Во время антифеодальной войны 1648-1651 повстанческий отряд полковника Г. Бута численностью около 1 тыс. человек занял в 1648 году Свислочь. В русско-польскую войну 1654-1667 годов без больших усилий «Іван Золоторенко город Свіслочь взял... в сентябре 1654 г.». С того времени в документах сведения о Свислочском замке больше не встречаются.